# Lossatal
Lossatal – gmina w Niemczech, w kraju związkowym Saksonia, w okręgu administracyjnym Lipsk, w powiecie Lipsk. Gmina powstała 1 stycznia 2012 z połączenia dwóch gmin: Falkenhain oraz Hohburg.

## Współpraca
Miejscowość partnerska:
- Bodelshausen, Badenia-Wirtembergia (kontakty utrzymuje dzielnica Hohburg)